# موریس کی اسمیت
موریس کی اسمیت (انگلیسی: Maurice K. Smith; ۱ سپتامبر ۱۹۲۶ – ۱۶ دسامبر ۲۰۲۰) معمار اهل نیوزیلند بود.
وی همچنین برندهٔ جوایزی همچون برنامه فولبرایت شده‌است.